# IAR Systems
IAR Systems (NASDAQ OMX) és una empresa de programari de Suècia que desenvolupa eines per a sistemes incrustats (embedded). IAR és un abreujament d'Ingenjörsfirman Anders Rundgren, que significa empresa d'enginyeria d'Anders Rundgren. IAR fou fundada l'any 1983.

## Productes
- IAR desenvolupa compiladors en C i C++, depuradors (Embedded Workbench) i altres eines (visualSTATE) per a desenvolupar microprogramari per a processadors de 8, 16 i 32 bits. IDE (Entorn integrat de desenvolupament)
- Els microprocessadors són : 78K, 8051, ARM, AVR, AVR32, CR16C, Coldfire, H8, HCS12, M16C, M32C, MSP430, Maxim MAXQ, R32C, R8C, RH850, RL78, RX, S08, SAM8, STM8, SuperH, V850. Família de nuclis ARM : ARM7 / ARM9 / ARM10 / ARM11, Cortex M0 / M0+ / M1 / M3 / M4 / M7 / M23 / M33, Cortex R4 / R5 / R7, Cortex A5 / A7 / A8 / A9 / A15 / A17.